# Дворец труда в Москве
Дворец труда в Москве — неосуществлённый архитектурный проект 1922—1923 годов. В центре столицы СССР планировалось возведение грандиозного комплекса, который сочетал бы в себе функции Дома Советов, Дворца съездов, театра, Дома культуры, городского комитета ВКП(б), музея, столовой и тому подобных.
Вопрос о его строительстве, как писали газеты, был поднят по инициативе председателя Московского Совета Льва Каменева. Программа конкурса была составлена не ранее сентября 1922 года. Конкурс завершался 5 февраля 1923 года. Выставка проектов по теме «Дворец Труда» открылась в марте 1923 года. Этот крупнейший конкурс должен был во многом определить, по какому пути пойдёт советская архитектура. Представленный на нём проект братьев Весниных стал первым зданием в стиле конструктивизм.
Строительство не было начато, а в 1933 году здесь начали строить гостиницу «Москва».

## Конкурс
Как гласила программа конкурса, объявленного Московским архитектурным обществом:

Этот Дворец Труда должен явиться одним из грандиознейших сооружений в мире, среди подобного типа жилых строений.
Площадь для постройки здания Дворца Труда намечена на участке, ограниченном площадями Революции и Театральной, Охотным рядом и Тверской улицей, там, где сейчас находятся здания быв. Московской гостиницы, ресторана Тестова, Континенталя, Охотнорядских торговых помещений и магазин быв. Германова. (…) Этот зал предназначается для устройства в нём расширенного пленума Мос. Совета и Всероссийских Съездов Советов, а также ещё два зала для устройства концертов, вместимостью до 1.200 человек. (…) Здесь также будут помещаться различные кабинеты для работ ответственных работников, для президиума Мос. Сов., и наконец 300 номеров для приезжающих.

К проекту Дворца предъявлялись следующие требования: главный зал должен был вмещать 8 тыс. чел., малый — 2,5 тыс. чел., «Башни здания (если таковые будут) желательно использовать под помещения обсерватории, радиостанции и пр. На здании возможно устройство — площадки для аэропланов» и ряд других.

## Архитекторы
Всего на конкурс было представлено 47 проектов, из них 18 доставлено из провинции. Жюри возглавлял председатель МАО А. В. Щусев. Конкурсные проекты Дворца труда отразили представления различных архитектурных течений о направленности зодчества в условиях нового общества. Условно их можно разделить на три группы: архаизирующая романтика, индустриальная символика и складывающийся конструктивизм.
- Проект Н. Троцкого получил первую премию как наиболее яркий пример архаизирующей романтики. В основе композиции плана лежит большой зрительный зал, к которому примыкают малые залы и обслуживающие помещения. Грандиозный объём зала подчёркнут абсидами, в которых размещены лестницы. Большинство архитекторов считали присуждение ему первой премии ошибочной, а сам проект — не соответствующим идее Дворца труда ни с градостроительной точки зрения, ни по образным характеристикам[6].
- Проект братьев Весниных занял третье место, но именно в нём впервые как самостоятельное явление заявил о себе стиль конструктивизм. В нём остросовременное по облику здание сочеталось с чётким рациональным планом, учитывалось использование новейших конструкций и материалов.

Характерны тщательная проработка функциональной стороны замысла, расчёт на его осуществление в новых железобетонных конструкциях. Зрительный зал, решённый единым амфитеатром, имел эллиптическую форму и был окружён пространством фойе. Горизонтальный висячий переход соединял объём зрительного зала с прямоугольным блоком, асимметрично завершённым 20-этажной башней, придавшей динамичность всей композиции. Башня завершалась своеобразной решетчатой мачтой-антенной с растяжками, образующей на фоне неба лёгкий геометризированный ажурный абрис. Дворец труда не был построен. Сама программа конкурса предопределяла неосуществимость такого сооружения в условиях той поры. Но среди всех конкурсных проектов именно предложение Весниных воплощало в себе прогрессивные идеи новой архитектуры. Впоследствии многие идеи конкурса нашли развитие в проектировании крупных общественных зданий.

- Голосов, Илья Александрович:

Проекты И. Голосова и Г. Людвига — примеры индустриальной символики. И. Голосов строил свою композицию, стремясь добиться функционально четкой связи отдельных групп помещений и вместе с тем получить остродинамичное построение здания. В результате сильно расчленённый объем с господствующей формой большого зала, покрытие которого напоминает некий гигантский механизм и ассоциируется с турбиной, создает впечатление не единого здания, а целого конгломерата сочлененных вплотную различных по характеру и масштабу объемов. Акцентированное движение архитектурных масс, по мысли автора, должно было передать динамику революции.

- Мельников, Константин Степанович
- Минкус, Михаил Адольфович